# Philip Bradatsch
Philip Bradatsch (* 1985 in Kaufbeuren) ist ein deutscher Popmusiker, der in München lebt. 

## Leben und Musik
Mit zehn Jahren begann Bradatsch Gitarre zu spielen. Schon früh wurde er von der amerikanischen Rockmusik der 70er-Jahre, insbesondere den Singer-Songwritern, sowie der Beat-Lyrik der 60er beeinflusst. Bradatsch schreibt seine Texte meist auf Deutsch, in einem bildhaften und abstrakten Stil. Nach der Veröffentlichung seines zweiten Albums Ghost on a String gründete Bradatsch die Band Cola Rum Boys, die aus Musikern seiner Heimatstadt Kaufbeuren besteht.
Seit 2018 werden seine Alben beim Münchner Trikont-Verlag veröffentlicht.

## Auszeichnungen
- AZ-Stern des Jahres 2019[3]

## Diskografie
- 2015: When I'm Cruel (Off Label Records)
- 2018: Ghost on a String (Trikont)
- 2020: Jesus von Haidhausen (Trikont)
- 2021: Die Bar zur guten Hoffnung (Trikont)
- 2023: Philip Bradatsch (Trikont)